# 해석규정
해석규정은 법령해석의 지침을 정한 규정으로 추정이라는 표현을 사용하나 법률상 추정이 아닌 경우이다.

## 예
- 민법 제153조 1항(기한의 채무자 이익 추정)
- 민법 제398조 3항(위약금 약정의 손해배상예정 추정)
- 민법 제579조(채권매매에서 담보한 채무자자력의 기준시 추정)